# Skye's the Limit
Skye's the Limit is de negende aflevering van het veertiende seizoen van de televisieserie ER, die voor het eerst werd uitgezonden op 29 november 2007.

## Verhaal
Dr. Pratt hoopt dat, nu dr. Moretti de SEH heeft verlaten, hij het nieuwe hoofd van de SEH wordt. Zijn teleurstelling is groot als hij hoort dat dr. Wexler het nieuwe hoofd wordt, ook de rest van het personeel is het hier niet mee eens. Ondertussen krijgen dr. Wexler en dr. Dubenko een romantische relatie met elkaar, dit willen zij echter wel geheim houden voor de rest.
Dr. Lockhart is blij dat haar man dr. Kovac terug is maar worstelt nog steeds met haar alcoholisme. Dit zorgt ervoor dat zij zich steeds meer afzondert van haar man en collega's. Dr. Kovac krijgt dan ineens te horen dat zijn vader is overleden en moet daarom weer terug naar Kroatië.
Een man wordt zwaar gewond door een bedrijfsongeluk binnengebracht op de SEH. Zijn zoon denkt dat een buitenlandse collega van de patiënt verantwoordelijk is voor het ongeluk en neemt wraak, met fatale gevolgen, op de collega. Later blijkt dat de collega de patiënt wilde helpen in plaats van dat deze verantwoordelijk was. 
Dr. Gates is blij dat Sarah weer bij hem woont, wel moet hij hiervoor wat aanpassingen doen.

## Rolverdeling

### Hoofdrollen
- Goran Višnjić - Dr. Luka Kovac
- Maura Tierney - Dr. Abby Lockhart
- Mekhi Phifer - Dr. Gregory Pratt
- Parminder Nagra - Dr. Neela Rasgrota
- John Stamos - Dr. Tony Gates
- Scott Grimes - Dr. Archie Morris
- Kari Matchett - Dr. Skye Wexler
- Leland Orser - Dr. Lucien Dubenko
- John Aylward - Dr. Donald Anspaugh
- Gil McKinney - Dr. Paul Grady
- Linda Cardellini - verpleegster Samantha Taggart
- Laura Cerón - verpleegster Chuny Marquez
- Angel Laketa Moore - verpleegster Dawn Archer
- Dinah Lenney - verpleegster Shirley
- Montae Russell - ambulancemedewerker Dwight Zadro
- Lyn Alicia Henderson - ambulancemedewerker Pamela Olbes
- Emily Wagner - ambulancemedewerker Doris Pickman
- Troy Evans - Frank Martin
- Steven Christopher Parker - Harold Zelinsky
- Chloe Greenfield - Sarah Riley

### Gastrollen (selectie)
- Adriana Barraza - Dolores Salazar
- Jerry Zatarain jr. - Manny Salazar
- Sam Murphy - John Murphy
- Sam Ayers - Mike Murphy
- Laura Jane Salvato - Kathy Murphy
- John G. Connolly - Dan Udecker
- Tyler Peterson - Tate Udecker
- Maddie Bukowsky - Steffie
- Zoran Radanovich - Niko